# Usedom

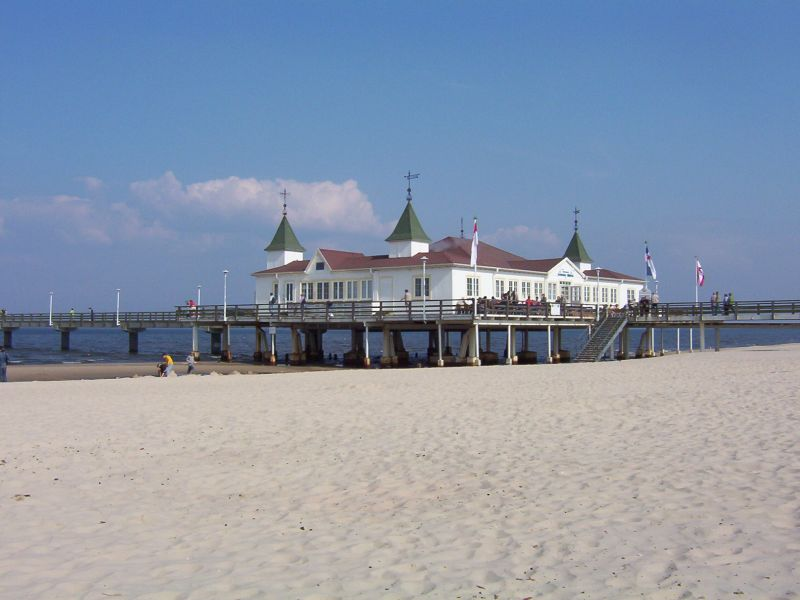
Pier van Ahlbeck

Usedom (IPA: [ˈuːzədɔm], Duitse uitspraakⓘ; Pools Uznam) is een eiland in de Oostzee voor het Oderhaf. Het grootste deel behoort tot de Duitse deelstaat Mecklenburg-Voor-Pommeren. Het oostelijke deel van het eiland maakt deel uit van de Poolse woiwodschap West-Pommeren.

## Geografie
De totale oppervlakte van Usedom is 445 km², waarvan het Duitse deel 373 km² beslaat en het Poolse deel 72 km².
Het eiland heeft 76.500 inwoners, waarvan 31.500 in Duitsland en 45.000 in Polen.
Usedom wordt in het westen door de Peenestrom, in het oosten door de rivier Świna en in het noorden door de Oostzee (Pommerse Bocht) begrensd. Noordwestelijk van Usedom ligt het eiland Rügen, oostelijk het eiland Wolin. Usedom is een door heuvels, bossen en binnenmeren gekenmerkt eiland. De naar het vasteland gerichte kant wordt door het Achterwasser sterk verdeeld. Met gemiddeld 1917 uren zon per jaar is Usedom de zonnigste regio van Duitsland.
Het Duitse deel behoort tot het district (Landkreis) Ostvorpommern in de deelstaat Mecklenburg-Voor-Pommeren. Het Poolse deel behoort tot het woiwodschap West-Pommeren.

## Toerisme
Het eiland heeft betekenis voor het toerisme van zowel Duitsland als ook Polen. Noemenswaardige badplaatsen zijn in het Duitse deel Karlshagen, Trassenheide, Zinnowitz, Zempin, Koserow, Kölpinsee, Ückeritz en Heringsdorf, met de deelgemeenten Bansin en Ahlbeck). In het Poolse deel Świnoujście (Duits: Swinemünde) aan de Świna, de rivier die het Oderhaf verbindt met de Oostzee en een deel van het water van de Oder afvoert. In alle vernoemde badplaatsen vindt men hotels, pensions, vakantiewoningen en kampeerterreinen in alle prijsklassen.
Aantrekkingspolen voor het toerisme zijn naast de barnsteenbaden, de keizerbaden en de andere badplaatsen aan de Oostzee de op het eiland liggende binnenmeren (zoetwatermeren) zoals Schmollensee, Gothensee of Wolgastsee. In het achterland ligt het schilderachtige Usedom, verschillende dorpen met kastelen (Mellenthin, kasteel Stolpe), de oude hefbrug Karnin, de schiereilanden Lieper Winkel en Gnitz en het Achterwasser. Verreweg het bekendst is Peenemünde op de noordpunt van het eiland, waar in de Tweede Wereldoorlog de V-1 en de V-2 werden getest.
Ook wordt de Poolse promenade vanaf Świnoujście doorgetrokken tot een aantal kilometer voorbij de Duitse grens, waardoor de promenade gaat lopen van Świnoujście in Polen, over Ahlbeck en Heringsdorf naar Bansin. De laatste drie plaatsen liggen in de Duitse deelstaat Mecklenburg-Voor-Pommeren. Dit wordt de langste aaneengesloten "flaneermijl" ter wereld met een lengte van ongeveer 10 km.

## Verkeer

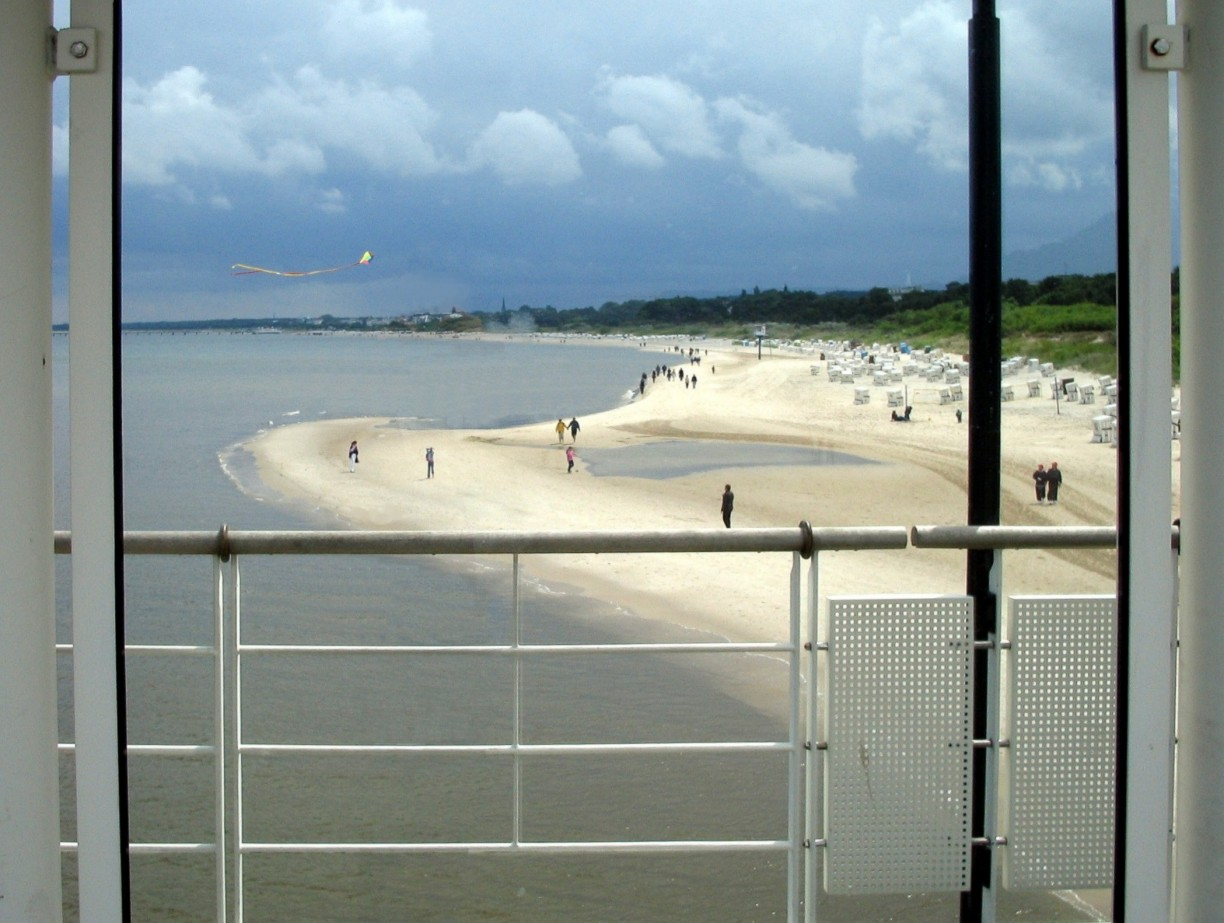
Blik vanaf de pier van Heringsdorf, in de richting van Ahlbeck

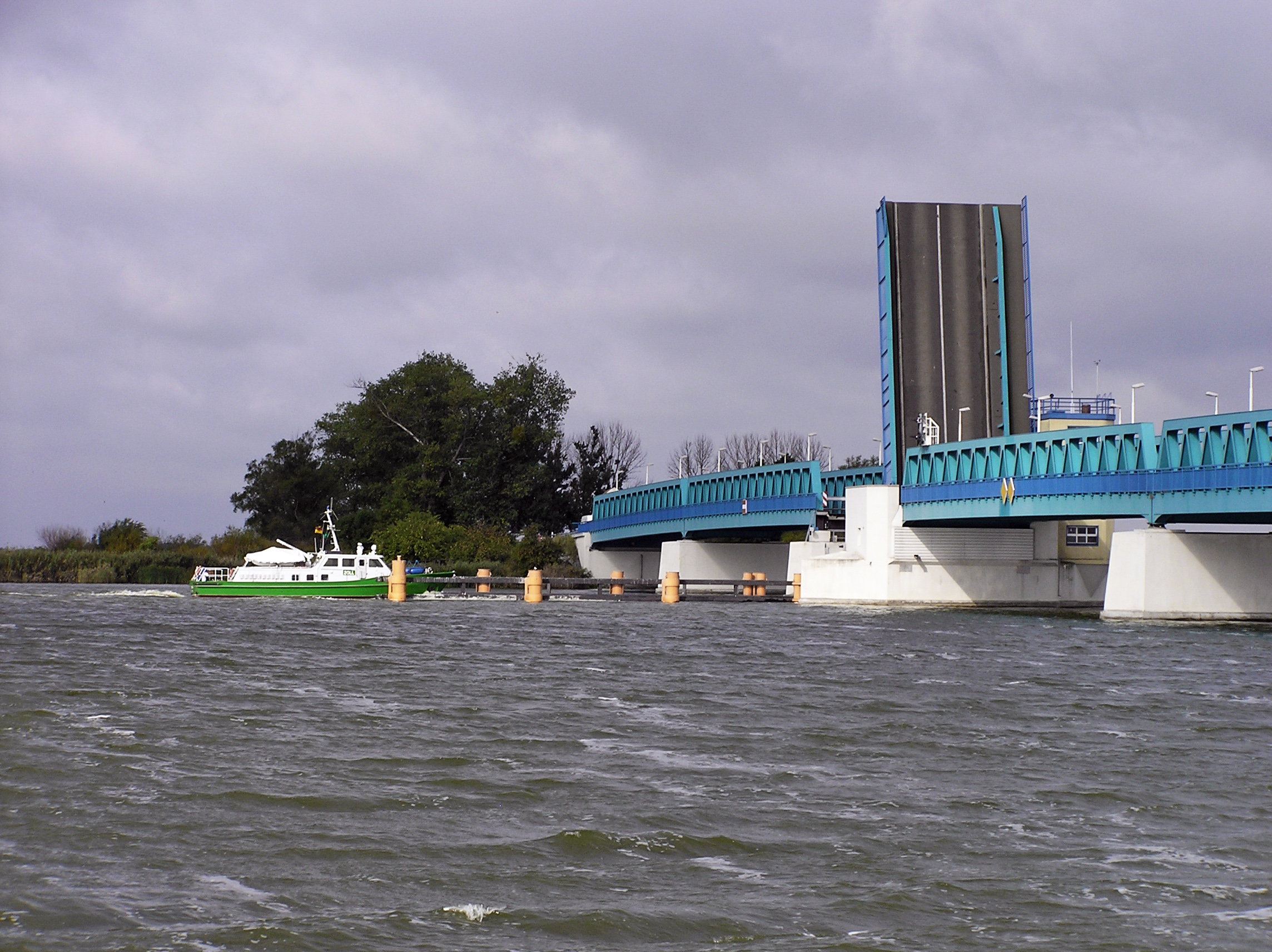
Basculebrug van Zecherin

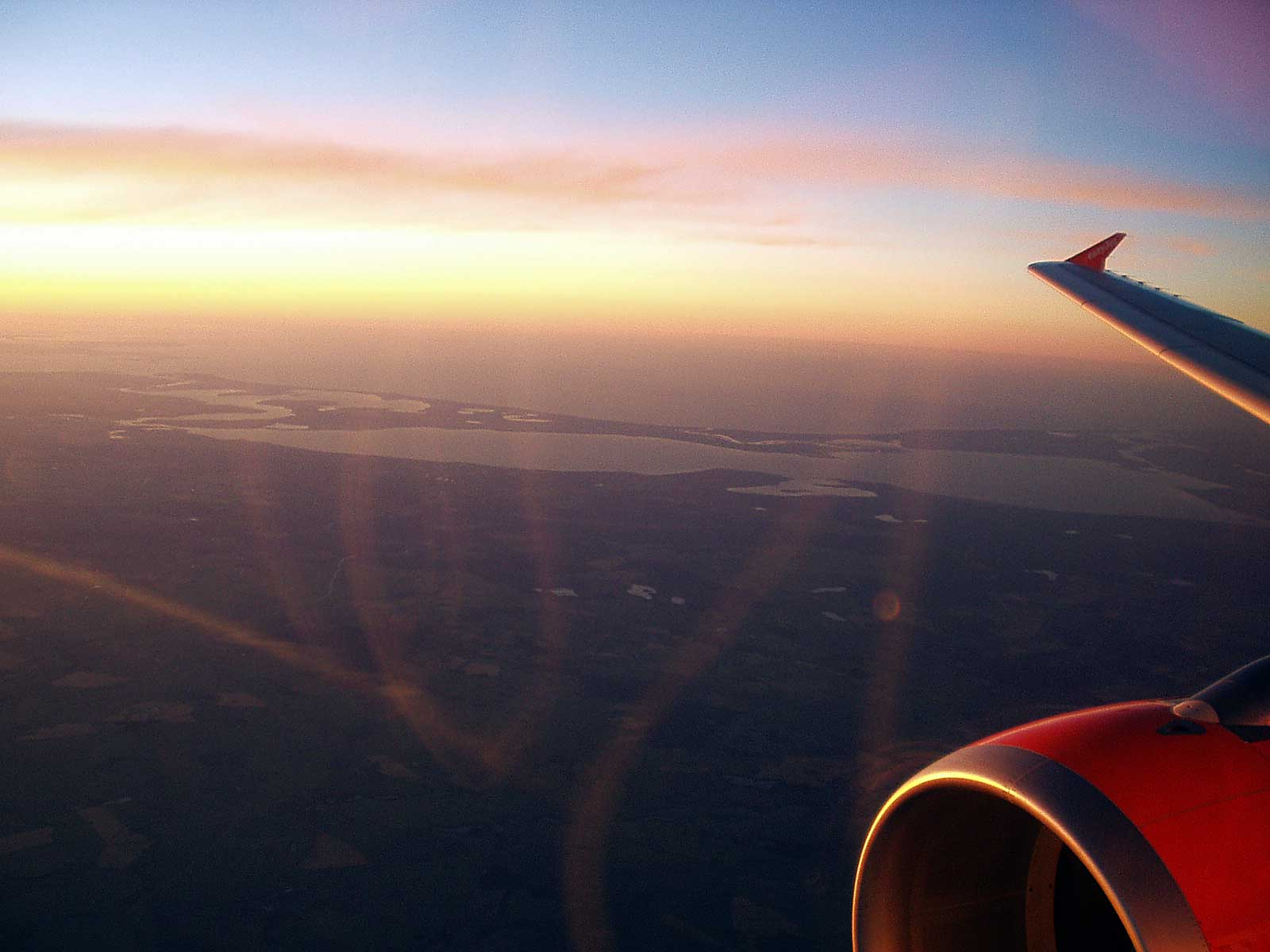
Usedom gezien vanuit de lucht

Het eiland is door twee ophaalbruggen (Duits deel) en autoveerdiensten (Pools deel) vanaf het vasteland bereikbaar. Er is een grensovergang bij Ahlbeck die tot 21 december 2007 enkel toegankelijk was voor voetgangers en fietsers. Doordat Polen onderdeel is geworden van de Schengenzone, is deze overgang nu ook toegankelijk voor snelverkeer. Voorts is er op 24 april 2007 een grensovergang naar Świnoujście geopend, namelijk tussen Garz en Świnoujście. Deze overgang is per 21 december 2007 ook geopend voor alle verkeer. In het Poolse Świnoujście is een veerhaven voor het verkeer naar Zweden (Ystad). Dicht bij het dorpje Garz vlak bij de Poolse grens ligt een luchthaven.
Op het Duitse gedeelte van Usedom lopen drie Bundesstraßen: de Bundesstraße 109, Bundesstraße 110 en Bundesstraße 111. Op het Poolse gedeelte loopt de DK 93, deze weg loopt tot de Grensovergang Garz / Świnoujście, hier gaat deze weg in Duitsland over in de Bundesstraße 110. Bij de grensovergang tussen Ahlbeck en Świnoujście begint op Duits grondgebied de Bundesstraße 111.
Op Usedom rijdt van oost naar west een trein, de Usedomer Bäderbahn (UBB), die tussen 1945 en 2008 niet verder dan Ahlbeck Grenze reed. Sinds 21 september 2008 rijdt de trein weer door tot het Poolse Świnoujście Centrum.

## Geschiedenis
Voor het eerst duikt de naam Usedom in de 12e eeuw op, met betrekking tot de gelijknamige stad in het zuidwesten van het eiland. De eerste hertog van Pommeren, Wartislaw I, veroverde de streek. Hij zorgde voor de missionering door de bisschop Otto van Bamberg.
De hertogen van Pommeren regeerden tot in de 13e eeuw vanuit het stadje Usedom. Daarna steeg de betekenis van Wolgast en Szczecin. In de eerste helft van de 13e eeuw begon na decennialange gevechten tussen de Slavische inwoners en de Denen een immigratie van Duitsers. Hierdoor werd het eiland deel van de Duitse cultuurruimte. Er ontstonden nieuwe dorpen. Het plaatsje Usedom verwierf in 1295 het stadsrecht.
In 1630 landde het Zweedse leger onder leiding van Gustaaf II Adolf van Zweden bij Peenemünde. Het koninkrijk nam nu actief deel aan de Dertigjarige Oorlog. Usedom en de hele streek Voor-Pommeren en het buureiland Wolin kwamen bij Zweden en werden een deel van Zweeds-Pommeren. De Zweedse koning heerste er in de hoedanigheid van hertog van Pommeren. Het gebied bleef deel uitmaken van het Heilige Roomse Rijk der Duitse Natie. Tussen 1648 en 1720 was het eiland Usedom dikwijls het toneel van oorlogen tussen Brandenburg-Pruisen en Zweden. 1713 kwam het eiland ten slotte volledig bij Pruisen.
In het kader van de economisch-politieke ambities van het Pruisische hof werd reeds in de eerste helft van de 18e eeuw de tot dan toe slecht bevaarbare Swine-rivier verder uitgebouwd. Aan de monding van de Swine ontstond in 1764 een nieuwe stad, Swinemünde.
Rond 1824 kwamen de eerste badgasten naar Swinemünde en Heringsdorf. Daarna volgden Koserow, Zinnowitz en Ahlbeck.
In de 19e eeuw groeide de betekenis van het eiland als toeristische vakantiebestemming, vooral door de bezoekers uit het niet al te verre Berlijn. In 1876 bouwde men een rechtstreekse aftakking van de spoorlijn Berlijn-Prenzlau-Stralsund naar Ahlbeck en Swinemünde.
Gedurende de Tweede Wereldoorlog bevond zich in Peenemünde een testterrein voor raketten (Heeresversuchsanstalt) en in Swinemünde werd de zeemacht geïnstalleerd. De geallieerde luchtaanvallen van 1943 tot 1945 waren dan ook vooral op deze doelen gericht. Op 12 maart 1945 zorgde een massale luchtaanval op Swinemünde voor duizenden slachtoffers onder de civiele bevolking. Zij werden begraven in massagraven op de Golm, een heuvel bij Kamminke, direct aan de huidige grens gelegen. De Golm is vandaag een herdenkingsplaats.
Op de Conferentie van Potsdam werd de nieuwe Duits-Poolse grens vastgelegd, waarbij Swinemünde onder Pools bewind kwam. De nieuwe grens werd pas 1950 door de toenmalige DDR erkend. In 1990 erkende ook het herenigde Duitsland de grens officieel.

## Galerij

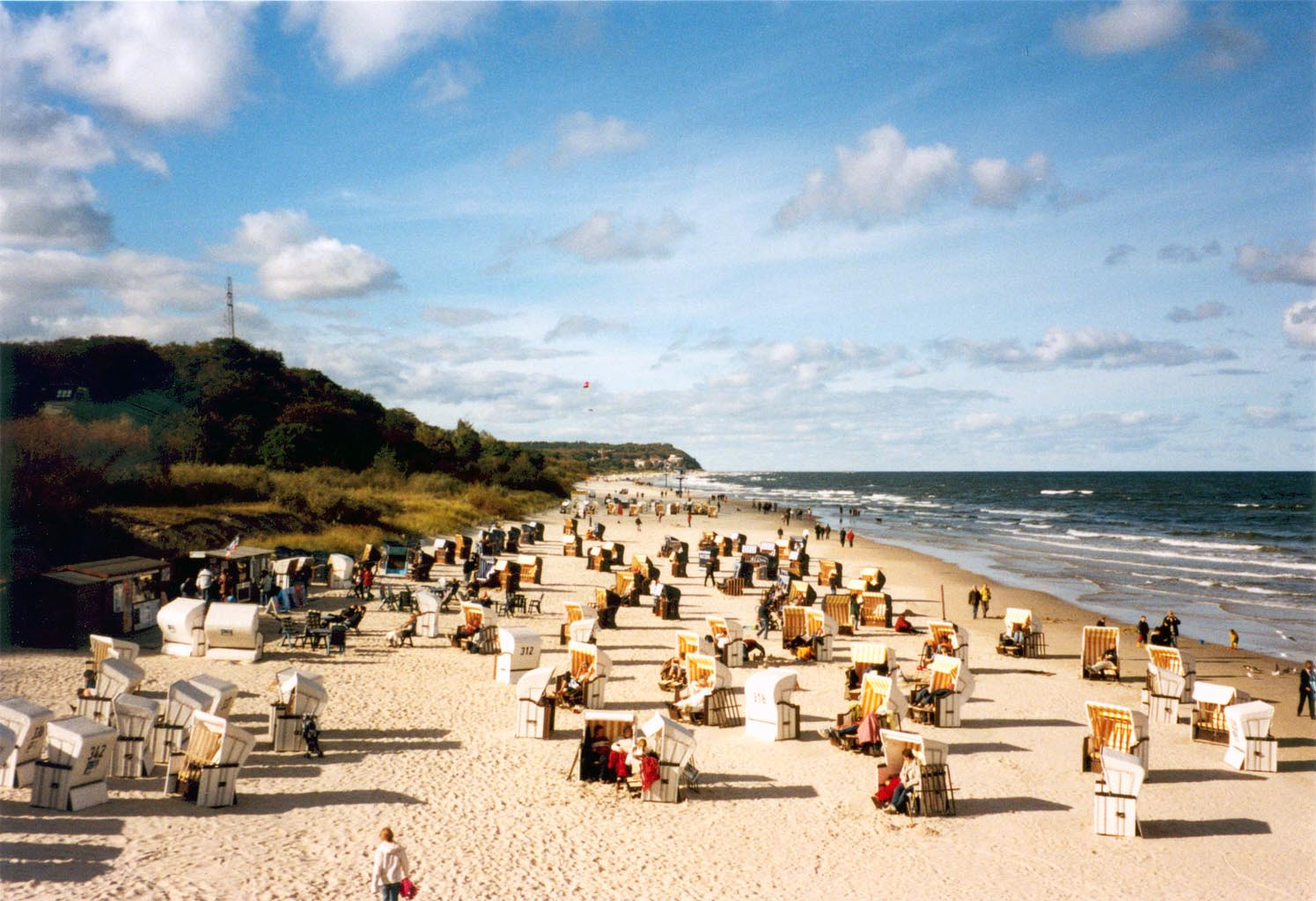
Strand van Heringsdorf
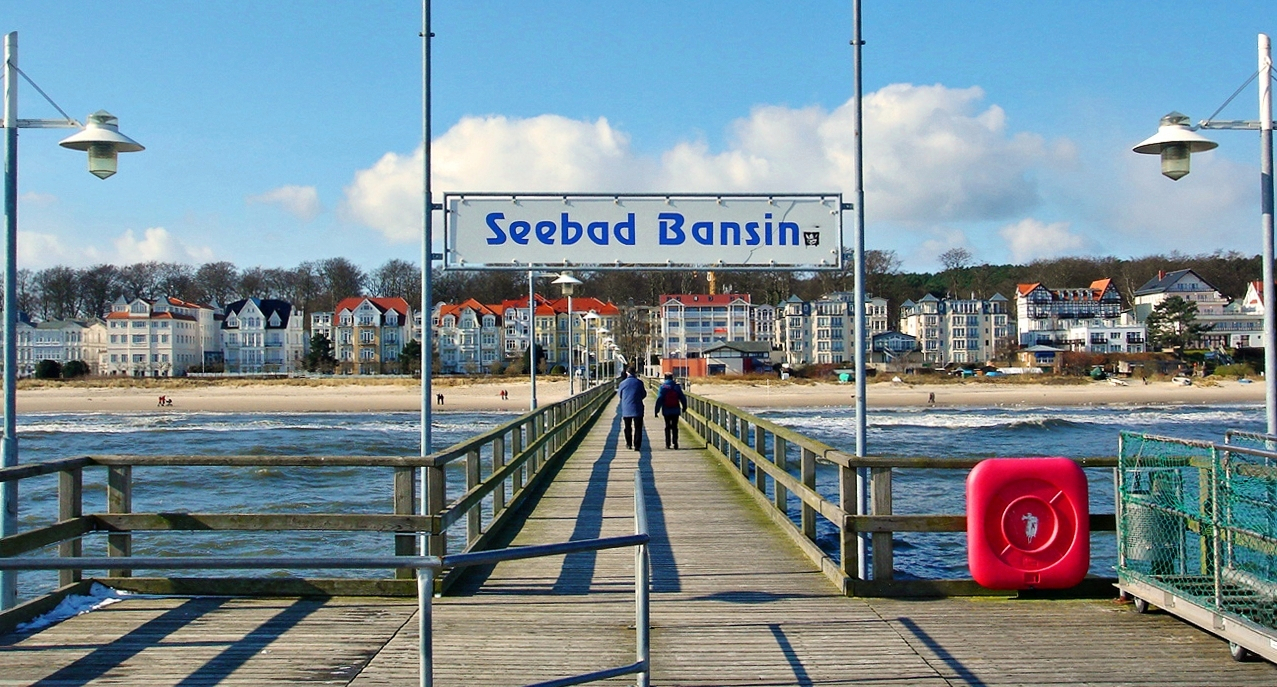
Boulevard van Bansin gezien vanaf de pier (Bäderarchitektur)
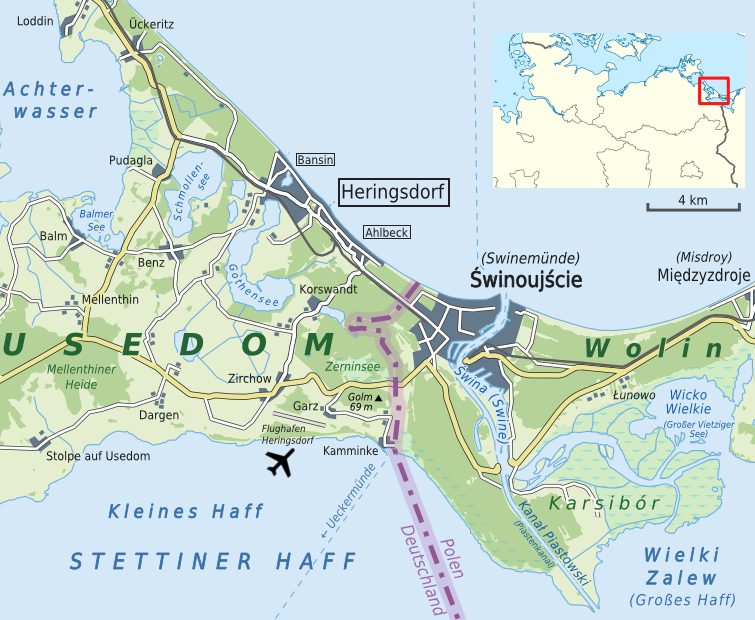
Kaart van Heringsdorf met de zee wijken van Ahlbeck en Bansin en de naburige stad van Swinemünde/Świnoujście in Polen